# شقراقاويات
الشقراقاويات (الاسم العلمي: Coracii) هي رتيبة من الطيور تتبع رتبة الشقراقيات من طبقة زقزاقيات الشكل.

## تصنيف
- رتيبة الشقراقاويات:
  - ما تحت رتبة الشقراقية (الاسم العلمي: Coraciides)
    - فيلق الشقراقيانية (الاسم العلمي: Coracioidea)
      - فصيلة الشقراقية (الاسم العلمي: Coraciidae)

    - فيلق (الاسم العلمي: Leptosomoidea)
      - فصيلة (الاسم العلمي: Leptosomidae)
      - فصيلة (الاسم العلمي: Brachypteraciidae)

  - ما تحت رتبة الوروارية (الاسم العلمي: Meropides)
    -       - فصيلة الوروارية (الاسم العلمي: Meropidae)